# Ficus rivularis
Ficus rivularis là một loài thực vật có hoa trong họ Moraceae. Loài này được Merr. mô tả khoa học đầu tiên năm 1914.